# Distritos de Ruanda

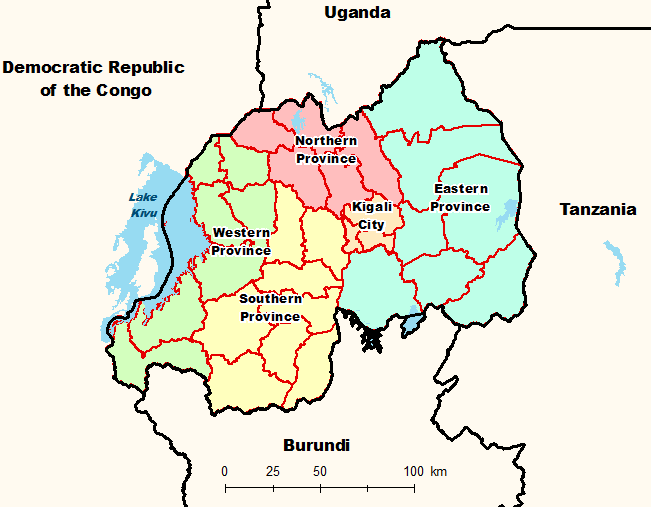
Distritos de Ruanda

As províncias de Ruanda são subdivididas em 30 distritos (Kinyarwanda: uturere, sing. akarere). Cada distrito é, por sua vez, dividido em setores, um total de 416 setores
Os distritos estão listados abaixo, por província.

## Quigali

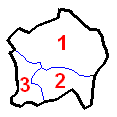
Distritosde Quigali

1. Gasabo
2. Kicukiro
3. Nyarugenge

## Província do Norte

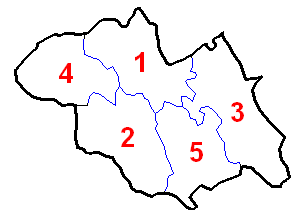
Distritos da província do Norte

1. Burera
2. Gakenke
3. Gicumbi
4. Musanze
5. Rulindo

## Província Oriental

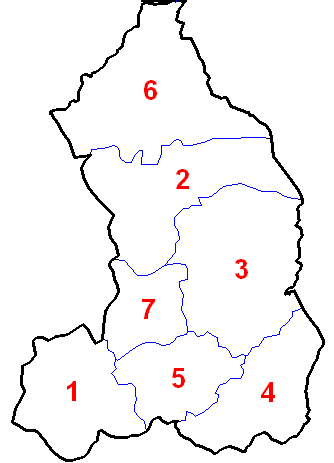
Distritos da província East

1. Bugesera
2. Gatsibo
3. Kayonza
4. Kirehe
5. Ngoma
6. Nyagatare
7. Rwamagana

## Província do Oeste

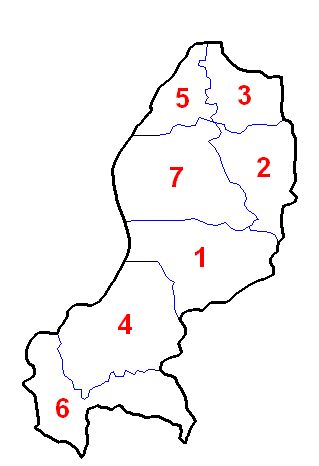
Distritos da província do Oeste

1. Karongi
2. Ngororero
3. Nyabihu
4. Nyamasheke
5. Rubavu
6. Rusizi
7. Rutsiro

## Província do Sul

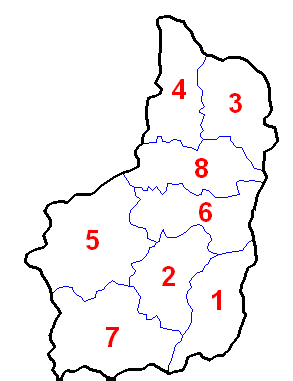
Distritos da província do Sul

1. Gisagara
2. Huye
3. Kamonyi
4. Muhanga
5. Nyamagabe
6. Nyanza
7. Nyaruguru
8. Ruhango